# Sippersfeld

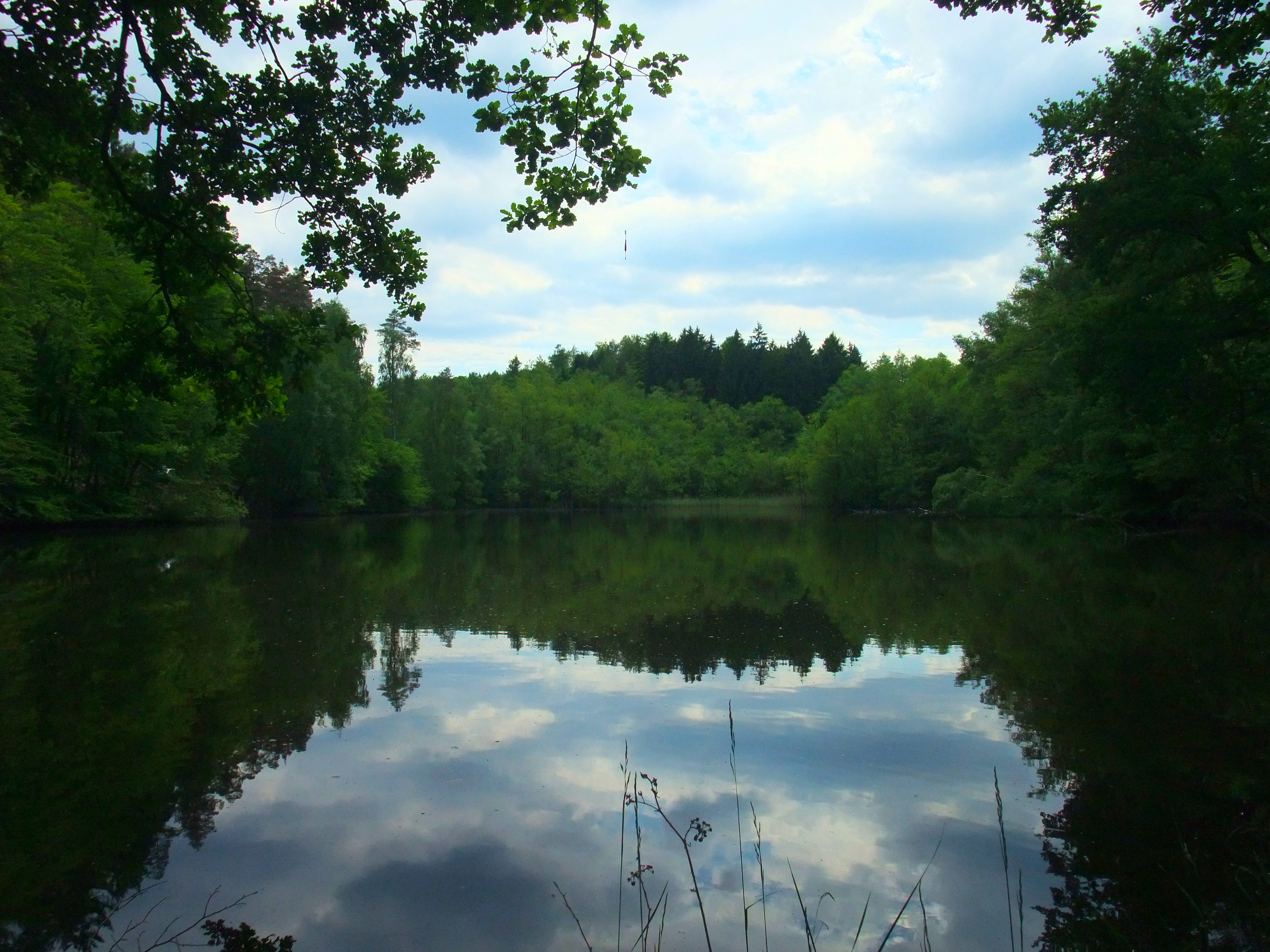
Krebsweiher auf Gemarkung von Sippersfeld

Sippersfeld (pfälzisch: Sibberschfeld) ist eine Ortsgemeinde im rheinland-pfälzischen Donnersbergkreis. Sie gehört der Verbandsgemeinde Winnweiler an, innerhalb derer sie gemessen an der Einwohnerzahl die drittgrößte Ortsgemeinde darstellt.

## Geographie

### Lage
Der Ort liegt am Übergang des Pfälzerwaldes zum Nordpfälzer Bergland und bildet den südöstlichen Abschluss der Verbandsgemeinde Winnweiler. Sein Siedlungsgebiet ist vom Stumpfwald umschlossen, der zum Unteren Pfälzerwald gehört. Über 60 Prozent der Gemarkungsfläche sind bewaldet. Zu Sippersfeld gehört  der Wohnplatz Pfrimmerhof. Nachbargemeinden sind – im Uhrzeigersinn – Börrstadt, Breunigweiler, Kerzenheim, Enkenbach-Alsenborn, Neuhemsbach, Gonbach und Winnweiler.

### Erhebungen
Im nordwestlichen Gemeindegebiet erstreckt sich an der Gemarkungsgrenze zu Winnweiler und Börrstadt der insgesamt 400,6 Meter hohe Bocksrück. Im Osten der Gemarkung an der Grenze zu Kerzenheim erhebt sich der 377,1 Meter hohe Pfrimmerberg.

### Gewässer
Im östlichen Gemeindegebiet entspringt die in diesem Bereich in Süd-Nord-Richtung verlaufende Pfrimm. Kurze Zeit später nimmt sie von links den Bruchbach auf und durchfließt danach den Krebsweiher. Östlich des Siedlungsgebiets entspringt der Sippersfelder Bach; sein Mündungsbereich in die Pfrimm befindet sich bereits jenseits der Gemeindegemarkung.

## Geschichte
Die älteste erhaltene Erwähnung von Sippersfeld – als „Sipperadesvelt“, nach einer anderen Quelle „Syperadesfeld“ – stammt von 1019. Sie findet sich in einer Urkunde des Mainzer Erzbischofs Erkanbald. Sippersfeld wurde der Kirche zu Münchweiler („Minchwillera“) zugewiesen.
Der Name bedeutet „Feld des Sintperath“ beziehungsweise Simprecht, Sindbert oder Simper.
Im Jahr 1190 hatte Werner II. von Bolanden den ganzen Wald, der zu Sippersfeld gehört, von dem Grafen von Saarwerden zu Lehen. Graf Heinrich II. von Zweibrücken, Herr zu Stauf, und seine Gemahlin Agnes, schenkten 1248 dem Kloster Rosenthal ihr Gut zu Sippersfeld. Später gehörte der Ort bis Ende des 18. Jahrhunderts zu Nassau Weilburg sowie zu dessen Herrschaft Kirchheim und Stauf; dortunterstand er dem Oberamt Kirchheim.
Seit 1296 lag das Patronatsrecht über die Pfarrkirche beim Kloster Otterberg.
Nach 1792 hatten französische Revolutionstruppen die Region besetzt und nach dem Frieden von Campo Formio (1797) annektiert. Von 1798 bis 1814 gehörte das Dorf zum französischen Departement Donnersberg und war dem Kanton Winnweiler zugeordnet. Aufgrund der auf dem Wiener Kongress (1815) getroffenen Vereinbarungen und einem Tauschvertrag mit Österreich kam die Region 1816 zum Königreich Bayern. Ab 1818 war die Gemeinde Sippersfeld dem Landkommissariat Kaiserslautern im bayerischen Rheinkreis, später dem Bezirksamt Kaiserslautern zugeordnet. Am 1. Dezember 1900 wechselte die Gemeinde in das neu geschaffene Bezirksamt Rockenhausen.
Ab 1939 war die Gemeinde Bestandteil des Landkreises Rockenhausen. Nach dem Zweiten Weltkrieg war Sippersfeld Teil der Französischen Besatzungszone und wurde in das 1946 neu gebildete Land Rheinland-Pfalz eingegliedert. 1961 hatte die Gemeinde insgesamt 918 Einwohner. Im Zuge der ersten rheinland-pfälzischen Verwaltungsreform wechselte der Ort in den neu geschaffenen Donnersbergkreis; drei Jahre später wurde die Gemeinde in die ebenfalls neu entstandene Verbandsgemeinde Winnweiler eingegliedert.

## Bevölkerung

### Einwohnerentwicklung
Die Werte von 1871 bis 1987 der Entwicklung der Einwohnerzahl von Sippersfeld beruhen auf Volkszählungen:
| Jahr | Einwohner |
| ---- | --------- |
| 1815 | 458       |
| 1835 | 759       |
| 1871 | 803       |
| 1905 | 749       |
| 1939 | 787       |

| Jahr | Einwohner |
| ---- | --------- |
| 1950 | 873       |
| 1961 | 918       |
| 1970 | 905       |
| 1987 | 938       |
| 1997 | 1.077     |

| Jahr | Einwohner |
| ---- | --------- |
| 2005 | 1.187     |
| 2011 | 1.143     |
| 2017 | 1.108     |
| 2024 | 1.092     |

### Religion

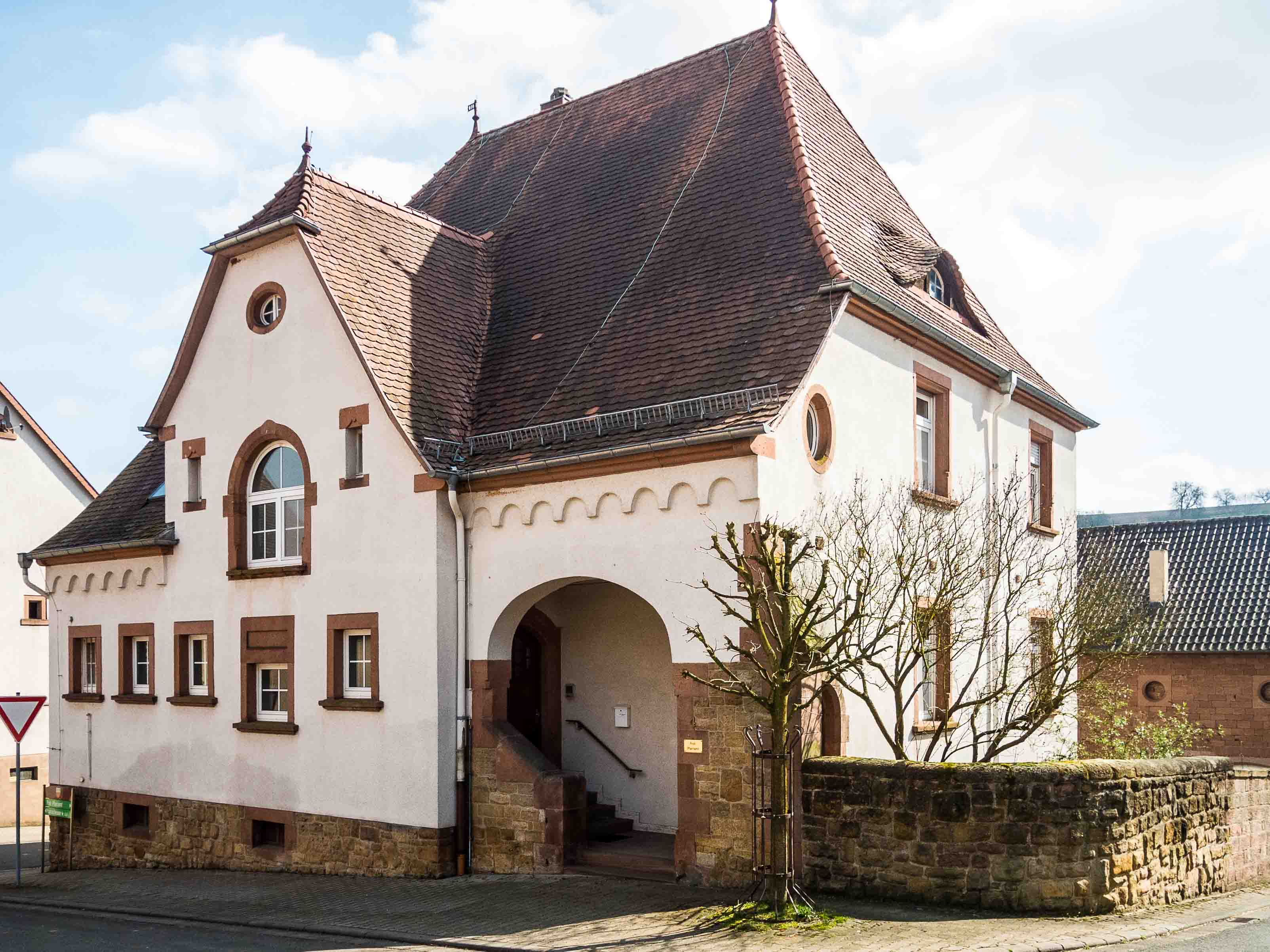
Ehemaliges Protestantisches Pfarrhaus

Die Katholiken gehören zum Bistum Speyer und unterstehen dort dem Dekanat Donnersberg. Lediglich während der französischen Zeit von 1802 bis 1817 gehörte Sippersfeld katholischerseits zum Bistum Mainz. Seit 1. Januar 2016 ist Sippersfeld katholischerseits Bestandteil der Pfarrei Heilig Kreuz mit Sitz in Winnweiler.
Die Evangelischen sind Bestandteil der Protestantischen Landeskirche Pfalz. Sippersfeld bildet zusammen mit Breunigweiler und Neuhemsbach eine evangelische Kirchengemeinde. Im Bereich des Pfrimmerhofs befindet sich außerdem ein kleiner mennonitischer Friedhof, der um 1800 angelegt wurde.

## Politik
Bei Bundestagswahlen gehört Sippersfeld seit 2002 zum Bundestagswahlkreis Kaiserslautern. Von 1965 bis 1998 war sie Bestandteil des Wahlkreises Frankenthal, davor bis 1961 Bestandteil des Wahlkreises Neustadt an der Weinstraße. Bei Landtagswahlen ist die Gemeinde seit 1991 wie der restliche Donnersbergkreis in den Wahlkreis Donnersberg eingegliedert.

### Gemeinderat
Der Gemeinderat in Sippersfeld besteht aus 16 Ratsmitgliedern, die bei der Kommunalwahl am 9. Juni 2024 in einer personalisierten Verhältniswahl gewählt wurden, und dem ehrenamtlichen Ortsbürgermeister als Vorsitzendem.
Die Sitzverteilung im Gemeinderat:
| Wahl | SPD               | CDU               | FWG               | WMG               | Gesamt   |
| ---- | ----------------- | ----------------- | ----------------- | ----------------- | -------- |
| 2024 | –                 | –                 | 4                 | 12                | 16 Sitze |
| 2019 | –                 | –                 | 7                 | 9                 | 16 Sitze |
| 2014 | per Mehrheitswahl | per Mehrheitswahl | per Mehrheitswahl | per Mehrheitswahl | 16 Sitze |
| 2009 | 6                 | –                 | 10                | –                 | 16 Sitze |
| 2004 | 5                 | 2                 | 9                 | –                 | 16 Sitze |

- FWG = Freie Wählergruppe Sippersfeld e. V.
- WMG = Wir.Machen.Gemeinsam. Die Wählergemeinschaft Sippersfeld e. V.

### Bürgermeister
Jürgen Heiler (WMG) wurde am 12. Juli 2024 Ortsbürgermeister von Sippersfeld. Bei der Direktwahl am 9. Juni 2024 hatte er sich mit einem Stimmenanteil von 74,6 % gegen einen Mitbewerber durchgesetzt.
Heilers Vorgängerin Martina Lummel-Deutschle (FWG) hatte das Amt 2019 übernommen und kandidierte bei der Wahl 2024 nicht erneut. Zuvor war Uli Kolb (FWG) für 15 Jahre Ortsbürgermeister von Sippersfeld.

### Wappen
| Wappen von Sippersfeld | Blasonierung: „Geteilt von Blau und Rot; oben im mit goldenen Schindeln bestreuten Feld ein goldener Löwe, rot bewehrt und rot gezungt, unten ein aufrechter goldener Pfeil belegt von gekreuztem goldenen Schwert und goldenem Krummstab“                                |
| Wappen von Sippersfeld | Wappenbegründung: Der Löwe verweist auf die einstige Zugehörigkeit zu Nassau-Weilburg. Schwert, Pfeil und Hirtenstab verweisen auf die Heiligen St. Fabian, St. Sebastian, St. Wendelin, hervorgegangen aus einem Pest-Versprechen, diese drei Heiligen nie zu vergessen. |

## Kultur und Sehenswürdigkeiten

### Kulturdenkmäler

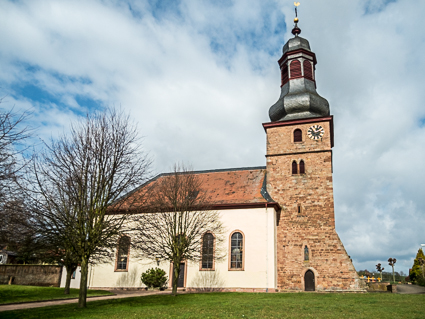
Denkmalgeschützte protestantische Pfarrkirche

In Sippersfeld stehen insgesamt 19 Objekte unter Denkmalschutz. Ortsbildprägend ist die protestantische Pfarrkirche aus dem Jahr 1768 mit ihrem gotischen Chorturm aus dem 14. Jahrhundert.

### Natur
Der Osten der Gemeindegemarkung ist Teil des Naturparks Pfälzerwald, der wiederum zum Biosphärenreservat Pfälzer Wald-Vosges du Nord gehört. Vor Ort existieren sich insgesamt drei Naturdenkmale. Südöstlich der Ortslage befindet sich das 1986 unter Schutz gestellte Naturschutzgebiet Sippersfelder Weiher mit vier Weihern und der Quelle der Pfrimm. An letzterer befindet sich der Ritterstein 290, der die Aufschrift „Pfrimm-Ursprung 1927“ trägt. Westlich des Siedlungsgebiets steht ein Menhir.

### Regelmäßige Veranstaltungen
Die Sibberschfeller Kerb findet alljährlich am Wochenende um den dritten Sonntag im September statt.

## Wirtschaft und Infrastruktur

### Wirtschaft
Aufgrund der geographischen Gegebenheiten dominierte vor Ort jahrhundertelang die Forst- und Holzwirtschaft. Im Jahr 1019 besaß Sippersfeld zusammen mit Albisheim eine Waldmark. Im Norden der Gemarkung befindet sich der 2014 in Betrieb genommene Windpark Bocksrück, der teilweise bereits auf der Gemarkung von Börrstadt liegt.

### Verkehr

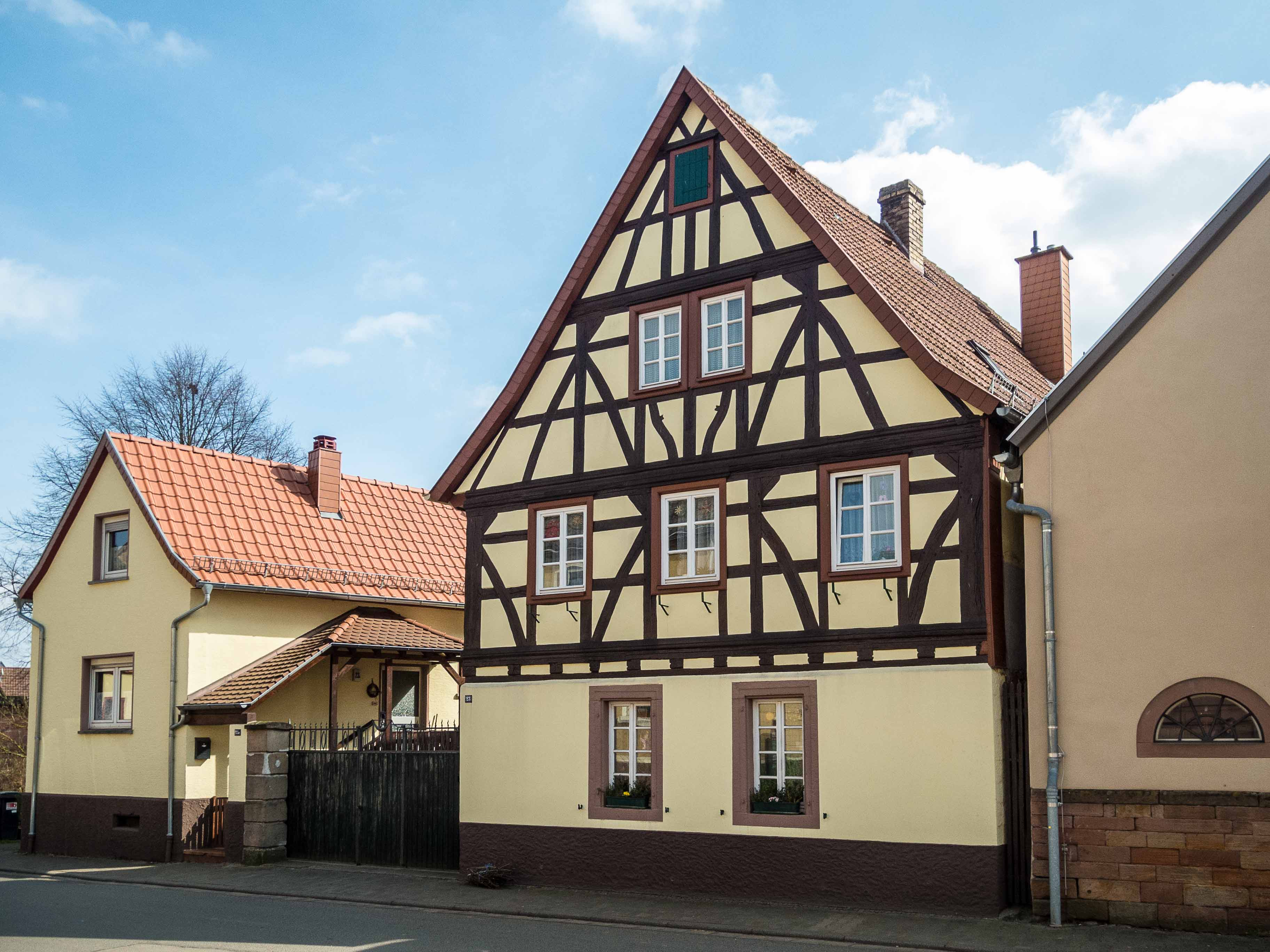
Landesstraße 394 innerhalb von Sippersfeld

Westlich von Sippersfeld verläuft die B 48, die auch zur A 63 (Kaiserslautern – Mainz) führt. In Münchweiler an der Alsenz befindet sich ein Haltepunkt der Alsenztalbahn. Durch den Ort selbst führt die Landesstraße 394, die ihn mit Dannenfels und Enkenbach-Alsenborn verbindet. Die Kreisstraße 39 verbindet Sippersfeld mit Winnweiler und die von ihr abzweigende Kreisstraße 40 mit Gonbach sowie Münchweiler an der Alsenz. Die Kreisstraße 42 dient der Anbindung des Pfrimmerhofs und die Kreisstraße 43 führt nach Börrstadt.

### Behörden
Die Ortsgemeinde gehört zum Gerichtsbezirk Rockenhausen, davor bis 1968 zum Gerichtsbezirk Winnweiler.

### Tourismus
Mitten durch Sippersfeld verläuft der mit einem weißen Kreuz markierte Fernwanderweg Nahegau-Wasgau-Vogesen. Durch den Osten der Gemarkung führt ein Wanderweg, der mit einem grün-blauen Balken gekennzeichnet ist und verläuft von Göllheim bis nach Eppenbrunn.

## Söhne und Töchter der Gemeinde
- August Frölich (1877–1966), Politiker (SPD, SED)
- Justus Geiß (1882–1965), Sparkassendirektor und Träger des Bundesverdienstkreuzes
- Jakob Neber (1891–1968), Politiker (CDU)
- Wolfgang Krolow (1950–2019), Fotograf
- Hans Illig (* 1959), Diplom-Ingenieur, Initiator des Illig-Werts